# 4006 Sandler
4006 Sandler (1972 YR) là một tiểu hành tinh vành đai chính được phát hiện ngày 29 tháng 12 năm 1972 bởi T. Smirnova ở Nauchnyj.